# Oxoanió
Un oxoanió és un compost químic la fórmula genèrica del qual és AxOyz− (on A representa un element químic, generalment un no-metall, i O representa un àtom d'oxigen). Els oxoanions es formen amb una gran diversitat d'elements químics. Les fórmules dels oxoanions simples es determinen per la regla de l'octet. Les estructures dels oxoanions condensats es poden considerar en termes d'unitats polièdriques AOn que comparteixen els vèrtexs o les arestes entre aquests poliedres. Els èsters de monofosfat (AMP) i de polifosfat (ADP i ATP) són importants en biologia.
L'element central de l'oxoanió pot ser un àtom de no-metall (exclòs l'hidrogen), un àtom de semimetall o fins i tot un àtom de metall dels elements del grup 5 (V, Nb, Ta), dels elements del grup 6 (Cr, Mo, W) o dels elements del grup 7 (Mn, Tc, Re) de la taula periòdica.
Els oxanions simples o monòmers són del tipus AOnm−, depenent de l'estat d'oxidació de l'element A i de la seva posició en la taula periòdica dels elements.
| Estat d'oxidació | Nom           | Fórmula | Imatge        | Geometría de l'ió |
| ---------------- | ------------- | ------- | ------------- | ----------------- |
| +1               | Ió hipoclorit | ClO−    | Ió hipoclorit | Lineal            |
| +3               | Ió clorit     | ClO₂−   | Ió clorit     | Angular           |
| +5               | Ió clorat     | ClO₃−   | Ió clorat     | Piràmide trigonal |
| +7               | Ió perclorat  | ClO₄−   | Ió perclorat  | Tetraèdrica       |

## Oxoanions més freqüents
- Amb grups òxid terminals: 
  - borat
  - carbonat
  - nitrat, nitrit, hiponitrit
  - aluminat
  - silicat
  - fosfat, fosfit, hipofosfit
  - persulfat, sulfat, sulfit, hiposulfit
  - perclorat, clorat, clorit, hipoclorit
  - cromat
  - permanganat, manganat

- Amb grups òxid terminals i grups òxid de connexió entre dos àtoms de no-metall: 
  - dicromat
  - pirofosfat
  - polioxometalats tals com fosfomolibdats i fosfowolframats.